# Utenzi wa Shufaka
Utenzi wa Shufaka ("Canto della misericordia") è un utenzi (poema) della tradizione swahili. Il testo dell'opera, nell'unico manoscritto ritrovato, riporta il titolo generico Chuo cha Utenzi (traducibile in "un libro di poesia in metrica utenzi"). Fu Carl Gotthilf Büttner, che pubblicò la prima traslitterazione del testo in alfabeto romano, a decidere di intitolarlo "Poema della compassione" (in tedesco Das Gedicht der Barmherzigkeit). L'autore dell'opera è sconosciuto. 

## Storia del manoscritto
Il ricordo del poema è ben radicato nella tradizione orale popolare swahili. In forma scritta, l'opera ci è pervenuta attraverso un unico manoscritto antico, oggi conservato nella biblioteca della Deutsche Morgenländische Gesellschaft di Halle sul Saale. Il manoscritto è in caratteri arabi e fu spedito in Germania nel 1854 da Ludwig Krapf. Carl Gotthilf Büttner lo traslitterò nell'alfabeto romano, e lo pubblicò nel 1887 col titolo Utenzi wa Shufaka. La prima traduzione in inglese fu realizzata da Jan Kappert e pubblicata nel 1967, insieme a una versione rimaneggiata del testo swahili. Sebbene la versione swahili proposta da Kappert sia in generale più accessibile di quella originale, la sua traduzione è anche piuttosto ricca di errori.

## Struttura e trama
L'Utenzi wa Shufaka è un'opera morale centrata sulla critica dell'egoismo e dell'avidità dilaganti nella società dell'epoca, e in particolare dell'insensibilità del ricco nei confronti delle miserie del povero. Questo tema viene sviluppato attraverso il paragone con una remota età d'oro dell'umanità, in cui gli uomini erano tanto compassionevoli da essere pronti a dare la vita per uno sconosciuto. La forma metrica del poema, detta utenzi, è quella tradizionale della poesia epica e narrativa swahili, basata su stanze di quattro versi, ciascuno dei quali di otto sillabe. L'opera è costituita da 285 stanze. 
Il poema si apre con una serie di formule convenzionali della letteratura swahili antica; la preghiera allo scriba affinché si munisca di carta e penna e scriva con cura (stanze 1-14), la preghiera a Dio e l'invocazione delle sue benedizioni sul Profeta e i suoi compagni (ss. 15-42), la dichiarazione che il racconto che segue è una traduzione in swahili di un originale arabo (ss. 43-45), e la dichiarazione del titolo dell'opera (s. 46).
La storia prende l'avvio da una disputa fra l'Arcangelo Gabriele e l'Arcangelo Michele. Partendo dall'affermazione condivisa che nel passato gli uomini erano gentili e compassionevoli l'un con l'altro, i due angeli si trovano a discutere se questo sia ancora vero; Gabriele lo sostiene, ma Michele non è d'accordo (ss. 47-52). Per stabilire chi ha ragione, decidono di fare un esperimento; i due scendono a Medina, Gabriele assumendo l'aspetto di un uomo gravemente malato, e Michele quello di un medico (ss. 53-59). I passanti mostrano compassione per Gabriele, e gli offrono del denaro affinché possa curarsi; egli allora li conduce presso Michele (ss. 60-72). Michele esamina il malato e annuncia che l'unica cura possibile richiede il sangue di un giovane sacrificato, e che questo giovane deve essere il settimo di sette figli, di cui i primi sei siano morti da piccoli (ss. 73-86). Nella folla c'è un unico uomo che risponde a questa descrizione, Kassim, l'uomo più ricco della zona. La folla chiede quindi al padre di Kassim, alla madre di Kassim e allo stesso Kassim se accondiscendono al sacrificio, ottenendo una risposta affermativa. Kassim viene consegnato a Michele (ss. 87-168). Michele pone una nuova condizione, chiedendo che Kassim sia giustiziato dal suo stesso padre (ss. 169-173) che acconsente dopo un commovente addio al figlio (ss. 174-194). Mentre si prepara la sepoltura, i due angeli scompaiono, gettando la folla nello sconforto (ss. 195-209).
Tornati in paradiso, Michele e Gabriele concludono che la disputa è vinta da Gabriele, e che gli uomini sono ancora compassionevoli; Michele si impegna a testimoniarla il Giorno del Giudizio (ss. 210-214). Si rivolgono quindi ad Allah affinché conceda loro il permesso di resuscitare Kassim (ss. 215-219). I due angeli tornano quindi a Medina, e appaiono al padre di Kassim nei panni di due viandanti affamati e assetati; nuovamente il padre di Kassim si mostra compassionevole, accogliendoli a casa e offrendo loro da mangiare e da bere, e gli angeli lo premiano facendo resuscitare Kassim e tutti i suoi fratelli defunti (ss. 220-259).
Nel finale del poema, gli arcangeli tornano ancora una volta in paradiso, elogiando ancora una volta gli uomini per la loro compassione (ss. 260-263). Essi tuttavia profetizzano che nel futuro gli uomini perderanno questa virtù, che non ci sarà più compassione neppure fra padre e figlio, e che regneranno la vergogna e la promiscuità sessuale (ss. 264-269). Il poeta conclude affermando che questa profezia si è avverata (ss. 270-273) e ammonendo gli uomini che si sforzino di essere compassionevoli e timorati di Dio (ss. 274-285).

## Traduzioni italiane
Una traduzione in italiano a cura di p. Franco Moretti è stata pubblicata sulla rivista Nigrizia col titolo Il poema del dono.